# Bataille de Muong Khoua
Guerre d'Indochine
Batailles
- Opération Masterdom
- Bataille de Hanoï
- Opération Léa
- Bataille de Phu Tong Hoa
- Bataille de la RC 4
- Bataille de Vĩnh Yên
- Bataille de Mao Khê
- Bataille de Nghia Lo
- Bataille de Hòa Bình
- Opération Lorraine
- Bataille de Na San
- Bataille de Muong Khoua
- Opération Atlante
- Opération Camargue
- Opération Hirondelle
- Opération Brochet
- Opération Mouette
- Opération Castor
- Bataille de Diên Biên Phu
- Opération D
- Bataille du col de Mang Yang
- Extension au Laos

La bataille de Muong Khoua a eu lieu entre le 13 avril et le 18 mai 1953, dans le Nord du Laos au cours de la guerre d'Indochine. Une garnison d'une douzaine de Français et 300 soldats laotiens occupaient un avant-poste fortifié dans les collines au-dessus du village de Muong Khoua, de l'autre côté de la frontière par rapport à Điện Biên Phủ. Muong Khoua fut l'un des derniers avant-postes français dans le Nord du Laos, à la suite de la décision du Haut Commandement français de conserver une chaîne de plusieurs garnisons isolées à travers la région afin de gagner du temps pour fortifier les grandes villes du Laos contre les attaques du Việt Minh.
Beaucoup de ces garnisons reçurent par radio l'ordre de se fortifier et de combattre toute approche des forces du Việt Minh. Après la chute du point fortifié satellite de Sop-Nao, les troupes à Muong Khoua, sous les ordres du capitaine Teulier, résistèrent à un siège Việt Minh pendant trente-six jours, soutenues par un ravitaillement aérien et des frappes aériennes. La petite force française repoussa plusieurs attaques directes et subit une série de bombardements d'artillerie. Deux des trois points d'appui du poste finirent par tomber au petit matin du 18 mai, et à midi, la force française était vaincue.
Quatre soldats (deux français et deux laotiens) réussirent à rejoindre une autre position française à 80 km après six jours à travers la jungle. Ce furent les seuls survivants. La résistance de la garnison française devint célèbre cri de ralliement pour les troupes françaises en Indochine mais servit également d'avertissement pour les stratégies française et Việt Minh lors de la décisive bataille de Điện Biên Phủ l'année suivante.

## Prélude

### Le Việt Minh au Laos
Au début de 1953, le Việt Minh, sous les ordres de Võ Nguyên Giáp commença à envahir le Laos afin d'exercer une pression supplémentaire sur Paris et sur les forces françaises stationnées en Indochine. Dans la région de Muong Khoua étaient stationnées les divisions Việt Minh 312, 308 et 316, dont les longues lignes de ravitaillement étaient maintenues par une véritable armée de 200 000 porteurs. Le commandement français (alors dirigé par Raoul Salan) a ordonné l'établissement d'une série d'avant-postes dans le nord du Laos, pour résister à l'invasion Việt Minh, aussi longtemps que possible afin de gagner du temps pour fortifier Luang Prabang et Vientiane, la capitale du Laos. Le roi du Laos, Sisavang Vong, resta à Luang Prabang, ce qui contribua aux efforts français. Le terrain dans le nord du Laos et le climat local ont contribué à l'isolement de nombreux avant-postes : une nuit de brouillard permanent appelé crachin, la jungle épaisse, un manque de routes et des pentes raides. Chaque avant-poste avait reçu un nombre de jours pré-calculé pour résister et retarder les forces Việt Minh, y compris celui de Muong Khoua, qui reçut le 13 avril l'ordre de tenir pendant quatorze jours, soit jusqu'au 27 avril.
Muong Khoua (tenu par la 16e compagnie du 6e bataillon de chasseurs laotiens et commandé par le capitaine Teullier) avait un camp satellite à Sop-Nao (commandé par le lieutenant Grézy). Muong Khoua était situé à la confluence des rivières de Pak Nam et Nam-Hou, à 64 km de Điện Biên Phủ, et à environ 160 km au sud-ouest de la rivière Noire au Vietnam. L'avant-poste lui-même se composait de trois bastions, appelé la Souricière, Pi et Alpha, situés sur trois collines à l'ouest, au sud-sud-est, et sud-sud-ouest du confluent de la Nam Hou et Nam Pak. Chacun était distant d'environ 200 m des autres, formant un triangle. Le village de Muong Khoua s'élevait à l'ouest et au pied de la Souricière, protégé de la rivière par un grand banc de sable, et à cheval sur la route de Phong Saly, un autre avant-poste français, à 80 km au nord.

### Sop-Nao
Sop-Nao était situé à 48 km à l'est de Muong Khoua, sur le chemin par lequel avançait le Việt Minh, à environ 32 km au sud-ouest de Điện Biên Phủ et à seulement quelques kilomètres de la frontière entre le Vietnam et le Laos, 121 km au sud des hauts plateaux Tai. Grézy commandait un peloton renforcé à Sop-Nao. Le soir du 3 avril, un bataillon Viet-Minh entra au Laos près de Điện Biên Phủ et Na San et atteignit Sop-Nao,.
Se trouvant encerclés par le Viet-Minh, les Français à Sop-Nao résistèrent pendant six jours tout en maintenant un contact radio avec Teullier au point d'appui principal. Les survivants reçurent l'autorisation du capitaine français de se replier durant la nuit du 9 au 10 avril selon un chemin détourné car Grézy supposait que le Viêt-Minh avait mis en place des embuscades le long du chemin direct. Les Français créèrent un nouveau chemin dans la jungle jusqu'à ce qu'ils rencontrent une tribu laotienne le 11 avril, qui les avertit que le Viet Minh les suivait. Les Français tentèrent alors de bifurquer vers Phong-Saly au nord, et rencontrèrent un convoi allié descendant la Nam Hou en canots. Les deux forces combinées descendirent la rivière vers Muong Khoua.
Le 12 avril, le convoi tomba dans une embuscade Viet-Minh à 550 m du point d'appui de Muong Khoua. Utilisant une barrière de troncs d'arbre flottants, le Viêt-Minh attaqua le convoi à l'aide de mitrailleuses et de mortiers, détruisant le premier canot. Le reste des Français et des Laotiens répondit, et avec l'aide de la garnison de Muong Khoua, qui entendait le combat, mit en déroute les troupes Viêt-Minh, qui laissèrent 13 morts et quatre blessés sur le champ de bataille. Les Français eurent sept disparus, un mort et un blessé. Les survivants rejoignirent le camp de Muong Khoua, les canots et l'équipement du convoi étant incorporés dans les défenses. Pendant ce temps, le 910e bataillon Viet Minh du 148e régiment régional de la 312e division et une compagnie de mortiers lourds de la 316e division arrivèrent à proximité.

## Bataille

### Siège

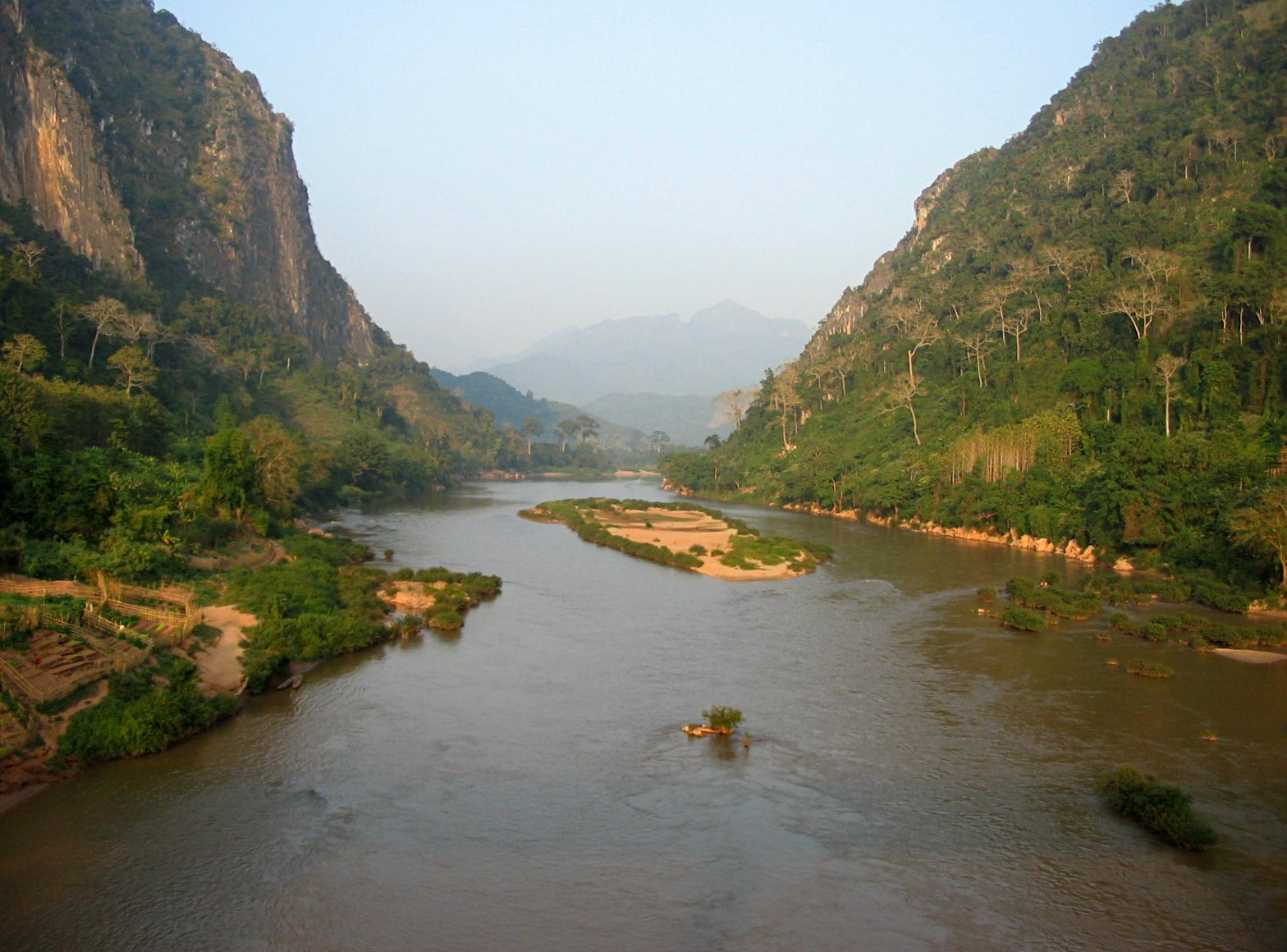
La rivière Nam Ou dans le nord du Laos

Pendant que les troupes françaises de Sop-Nao rejoignaient le camp principal en canot, Teullier et ses forces sentaient ce qu'un chroniqueur appela l'asphyxie du vide (“l'étouffement par la création d'un vide”), le résultat d'une  présence Viet-Minh dans la région. Les villageois ne parlaient plus aux Français alors qu'auparavant ils étaient très communicatifs. La population a commencé à partir : les fermes et les marchés étaient désertés. Les Français perçurent cela comme un indicateur de l'imminence de l'attaque ennemie. En outre, l'épaisseur de la jungle ainsi que les pentes abruptes isolaient les points d'appui français de tout, hormis la rivière et le ravitaillement aérien. Le Viet-Minh, quant à lui, était suffisamment ravitaillé par plus de 200 000 porteurs, les coolies. Officiellement qualifié de force "relativement faible", les 300 chasseurs laotiens[réf. à confirmer] et la "poignée" de sous-officiers français ainsi que deux officiers étaient équipés de trois mortiers de 81 mm et de deux de 60 mm ainsi que deux mitrailleuses. Le 13 avril, ils reçurent l'ordre de tenir pendant quatorze jours par le colonel Jean Boucher de Crèvecoeur, qui promit un soutien aérien.
À 23 heures ce soir-là (le 13 avril), les obus de mortier commencèrent à tomber sur les pentes de la position Alpha,. Ces bombardements auraient désormais lieu tous les soirs, et le Viet-Minh lança sa première attaque directe, qui échoua avec 22 morts dans les rangs Viet Minh. Cette défaite mena à un retour aux tactiques anciennes afin de ronger lentement l'avant-poste français. Giap ordonna à la 312e division de laisser quelques forces derrière pour continuer le siège tandis que le reste de la division continuait sa progression. Pendant ce temps, les B-26s français bombardaient les positions Viet Minh, et des avions-cargo parachutaient des provisions, des fusées éclairantes Luciole et des munitions sur les positions françaises. Ce « pont aérien » permit à la garnison de survivre, et quatorze jours plus tard, le 27 avril, le poste était encore intact ; le Haut Commandement français envoya une Légion d'honneur pour Teullier et plusieurs croix de Guerre pour ses hommes. Teullier et un petit groupe quittèrent la Souricière pour livrer les décorations à Pi et Alpha, bien que les mouvements étaient difficiles entre les positions.

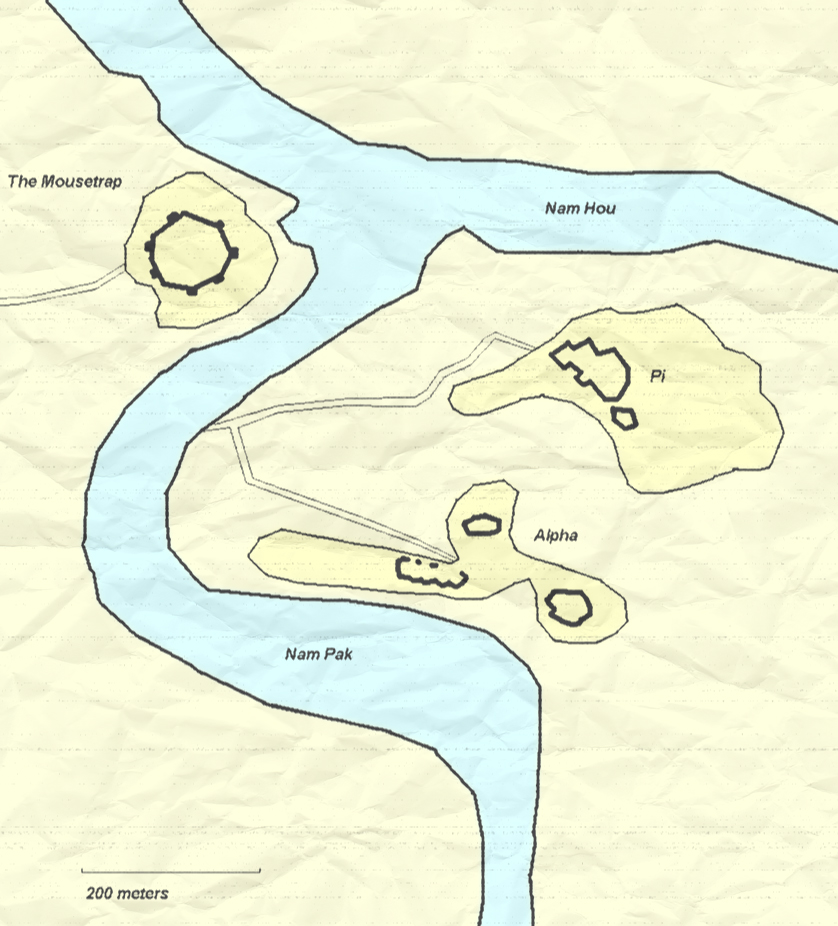
Les trois positions françaises à Muong Khoua. Alpha est tombé en premier, suivi par la Souricière, alors que le Pi a tenu jusqu'à midi.

Il était par contre possible d'envoyer une petite patrouille dans le village de Muong Khoua, qui était maintenant désert. Ces patrouilles françaises servirent de système d'alerte avancée et d'embuscades pour les assauts Viet-Minh pendant la nuit dominée par le crachin. Cela continua en mai. Pendant ce temps, d'autres forces françaises avaient libéré Xieng Khouang et atteint une position à 64 km de Muong Khoua. Le 17 mai, la patrouille française déployée dans le village de Muong Khoua entendit les aboiements de chiens (l'un d'eux glapit) alertant les Français de l'imminence d'une attaque Viet Minh. À 23h, les Viet-Minh étaient visibles dans le brouillard, et la patrouille retourna à la Souricière. Teullier envoya une alerte par radio.
Un bombardement commença à 00h30 le 18 mai : mortiers soviétiques (des mortiers de 120 mm), armes sans recul de 57 mm, grenades au phosphore. Teullier ordonna à son opérateur radio, le sergent René Novak, de demander le parachutage de fusées éclairantes ainsi qu'un soutien aérien, tandis que les tirs de mortier tombaient sur Alpha et la Souricière, mais pas Pi, où Grézy commandait. Pi soutenait les deux autres points d'appuis avec ses tir de mortier.
À 01h10, le flanc ouest de la Souricière était tombé sous le bombardement Viet Minh. À 01h30, la garnison fut informée que les conditions météorologiques empêchaient tout appui aérien. À 02h30 le Viêt-Minh lança des vagues d'assaut successives qui écrasèrent Teullier et ses hommes, y compris des attaques de flanc en utilisant les bancs de sable à proximité. Au même moment, Alpha fut envahie par les forces du Viet Minh. À 03h50 on n'entendait plus aucun tirs depuis la Souricière. Alpha survit le reste de la nuit et fut vu en train de combattre par des avions français à 09h00 le matin. Des avions de transport C-47 revinrent parachuter de l'approvisionnement, cependant à 12h, le drapeau Tricolore et le drapeau laotien avait été enlevés du bunker de commande du Pi.

### Les survivants
Le 22 mai, quatre jours après la chute de Muong Khoua, trois des soldats de la garnison (l'opérateur radio Novak et deux Laotiens) ont atteint le dernier poste français encore tenu dans le Nord du Laos, Phong Saly. Bernard Fall nota dans la Rue Sans Joie: « il n'avait que vingt-cinq ans, mais il semblait en avoir cinquante ; il continua à marcher comme un automate jusqu'au centre du poste avant d'être stoppé par les hommes qui le regardaient comme un fantôme. » Novak et les deux autres soldats avaient passé quatre jours en se déplaçant à travers la jungle du Laos à la suite de la défaite de leur unité. Deux jours plus tard, le sergent Pierre Blondeau arriva également à cet avant-poste. Son compte-rendu raconte 57 heures passées à se cacher du Viet-Minh, avant une marche de trois jours sans nourriture et sans moyen de se repérer, puis la rencontre avec des membres d'une tribu indigène qui lui fournit de la nourriture et un poney, avec lequel il rejoignit les forces françaises.

## Conséquences
Les Vietnamiens et les médias français avaient accordé une attention considérable au conflit, et les journaux du monde entier avaient couvert la bataille. Bernard Fall nota l'importance de la bataille, « épique », dans ses deux ouvrages  Rue Sans Joie (1961) et Enfer dans un Endroit Très Petit (1967),. Le journal britanniques The Times commença à couvrir le conflit à partir du 23 avril, racontant la retraite de Sop Nao à Muong Khoua. Toutefois, bien qu’ayant identifié correctement la moitié de la force Viet-Minh en attaque, il affirma que la garnison du point principal était de 1 000 hommes. La bataille reçut peu d'attention avant la chute de la garnison, cependant, après la défaite de la garnison, la couverture resta positive concernant les quelques survivants français, l'avenir de la présence militaire française et le nouveau chef militaire, Henri Navarre. Le Haut Commandement français publia un compte rendu de la défaite de Muong Khoua dans le Communiqué n ° 14, déclarant que « dans la nuit du 17 au 18, le poste de Muong Khoua, qui avait victorieusement résisté depuis le début de l'offensive Viet-Minh, a succombé sous l'immense masse des assaillants. »
En janvier 1954, Muong Khoua fut ré-occupé par les Laotiens, qui furent une nouvelle fois écrasés par la 316e division du Viet-Minh. Le commandant laotien, qui vivait dans le village même avec son épouse, fut tué dans sa maison avant l'attaque. Des bataillons de la Légion Étrangère française et des forces laotiennes subirent des pertes en couvrant la retraite des survivants de la garnison. La région de Muong Khoua devint plus tard une route critique pour l'approvisionnement du Viet-Minh à travers la cuvette de Dien Bien Phu et, en 1963, fut le site d'un projet de construction pour le projet de la Route 19.
Les Français utilisèrent les leçons apprises à Muong Khoua et à la bataille de Na San (1952) dans leurs plans de défense à Ðiện Biên Phủ, tandis que le Viet-Minh recourut lui-aussi aux mêmes tactiques d'encerclement afin d'étrangler la base. L'importance d'un pont aérien pour maintenir les lignes d'approvisionnement, d'un fort soutien en artillerie afin de bloquer les attaques sous forme de vagues humaines du Viet Minh, ainsi que la nécessité pour les postes d'appui de se soutenir l'un l'autre furent importants dans la tactique adoptée par les Français à partir de là,. La disparition des populations locales précédemment amicales envers les Français, qui eut lieu avant l'attaque Viet Minh, eut également lieu à Điện Biên Phủ,. Pour le Viet-Minh, sa capacité à isoler et étouffer les points d'appui individuels, tout en gardant son artillerie cachée hors de portée des frappes françaises (artillerie ou aériennes) fût affinée lors de ces deux batailles, de même que sa pratique des attaques sous forme de vagues humaines,,.